# Oxytropis pagobia
Oxytropis pagobia är en ärtväxtart som beskrevs av Aleksandr Andrejevitj Bunge. Oxytropis pagobia ingår i släktet klovedlar, och familjen ärtväxter. Inga underarter finns listade i Catalogue of Life.